# Wojciech Smoczyński
Wojciech Sławomir Smoczyński (ur. 12 marca 1945 w Głownie) – polski językoznawca (w zakresie językoznawstwa historyczno-porównawczego), bałtolog, slawista, indoeuropeista. Emerytowany profesor zwyczajny w Katedrze Językoznawstwa Ogólnego i Indoeuropejskiego (później Instytucie Językoznawstwa) Uniwersytetu Jagiellońskiego.

## Kariera naukowa
W latach 1962–1967 studiował filologię słowiańską (pod kierunkiem Zdzisława Stiebera) oraz język litewski i gocki (pod kierunkiem Tamary Buch) na Uniwersytecie Warszawskim. Następnie odbył studia podyplomowe w zakresie językoznawstwa ogólnego i indoeuropejskiego na Uniwersytecie Jagiellońskim, gdzie jego nauczycielami byli m.in. Jan Safarewicz, Jerzy Kuryłowicz, Adam Heinz, Tadeusz Pobożniak, Franciszek Sławski. W latach 1972–1975 badał gwarę litewską okolic Puńska. W 1977 doktoryzował się na Uniwersytecie Jagiellońskim, w 1986 tamże habilitował. W 2000 otrzymał tytuł profesorski, a profesorem zwyczajnym został w 2002. Przebywał na stażach zagranicznych m.in. w Oslo (1974), Wilnie, Wiedniu (1983–1985) i Getyndze (1989–1990).
Od roku 1969 zatrudniony był w Katedrze Językoznawstwa Ogólnego i Indoeuropejskiego Uniwersytetu Jagiellońskiego, kolejno jako asystent i starszy asystent (1969–1977), wykładowca (1977–1978), adiunkt (1978–1989) i docent (1989) .
W latach 1988–1989 był ponadto wykładowcą lituanistyki na Uniwersytecie Warszawskim, zaś w 1990 zatrudniony został na UW na stanowisku profesora, przenosząc się tam z UJ na własną prośbę. Zorganizował na UW Katedrę Filologii Bałtyckiej i był jej pierwszym kierownikiem (1990–1994). Na Uniwersytecie Warszawskim prowadził wykłady i seminaria aż do 2005  .
Od 1992 był ponownie zatrudniony na Uniwersytecie Jagiellońskim, już jako profesor . Tamże od 1996 pełnił funkcję kierownika Zakładu Językoznawstwa Indoeuropejskiego, aż do momentu reorganizacji Katedry Językoznawstwa Ogólnego i Indoeuropejskiego w roku 2011. W 2015 przeszedł na emeryturę.
Autor ok. 200 artykułów, 8 książek (w tym Słownika etymologicznego języka litewskiego), założyciel i redaktor międzynarodowego czasopisma Linguistica Baltica oraz serii wydawniczych Baltica Varsoviensia i Analecta Indoeuropaea Cracoviensia, redaktor kilku zbiorów artykułów . Wypromował licznych doktorów, m.in.: Jadwigę Waniakową, Kingę Paraskiewicz, Wojciecha Sowę, Tomasza Majtczaka, Norberta Ostrowskiego.
Doktor honoris causa Uniwersytetu Wileńskiego (2007).

## Życie osobiste
Jest mężem Magdaleny Smoczyńskiej (córki Jerzego Turowicza). Ma z nią trzech synów, m.in. Wawrzyńca.

## Ważniejsze publikacje
- Wojciech Smoczyński: Studia bałto-słowiańskie. Część I. Wrocław – Kraków: Zakład Narodowy im. Ossolińskich, 1989, seria: Prace Komisji Językoznawstwa PAN, 57. ISBN 83-040-3132-9. (pol.). Brak numerów stron w książce
- Wojciech Smoczyński: Untersuchungen zum deutschen Lehngut im Altpreußischen. Kraków: Wydawnictwo Uniwersytetu Jagiellońskiego, 2000, seria: Analecta Indoeuropaea Cracoviensia, III. ISBN 83-233-1354-7. (niem.).
- Wojciech Smoczyński: Język litewski w perspektywie porównawczej. Kraków: Wydawnictwo Uniwersytetu Jagiellońskiego, 2001, seria: Baltica Varsoviensia, III. ISBN 83-233-1430-6. (pol. • niem. • fr. • wł. • lit.). Brak numerów stron w książce
- Wojciech Smoczyński: Hiat laryngalny w językach bałto-słowiańskich. Kraków: Wydawnictwo Uniwersytetu Jagiellońskiego, 2003, seria: Analecta Indoeuropaea Cracoviensia, IV. ISBN 83-233-1815-8. (pol.). Brak numerów stron w książce
- Wojciech Smoczyński: Studia bałto-słowiańskie. Część II / Baltisch-slavische Studien. Teil II. Kraków: Wydawnictwo Uniwersytetu Jagiellońskiego, 2003, seria: Baltica Varsoviensia, V. ISBN 83-233-1686-4. (pol. • niem. • ang. • ros. • wł.). Brak numerów stron w książce
- Wojciech Smoczyński: Lexikon der altpreußischen Verben. Innsbruck: Institut für Sprachen und Literaturen der Universität Innsbruck, 2005, seria: Innsbrucker Beiträge zur Sprachwissenschaft, 117. ISBN 3-85124-700-0. (niem.). Brak numerów stron w książce
- Wojciech Smoczyński: Laringalų teorija ir lietuvių kalba. Vilnius: Lietuvių kalbos institutas, 2006, seria: Bibliotheca Salensis, II. ISBN 978-9955-704-17-1. (lit.). Brak numerów stron w książce
- Wojciech Smoczyński: Słownik etymologiczny języka litewskiego. T. I-II. Wilno: Wydawnictwo Uniwersytetu Wileńskiego, 2007. ISBN 978-9955-33-152-0. (pol.).
- Wojciech Smoczyński: Słownik etymologiczny języka litewskiego. Wyd. drugie, poprawione i znacznie rozszerzone (stale aktualizowana wersja elektroniczna). (pol.). Brak numerów stron w książce